# Janthina
Janthina är ett släkte av snäckor. Janthina ingår i familjen Janthinidae.
Kladogram enligt Catalogue of Life:
| Janthina | \| \| Janthina exigua \| \| \| \| \| \| Janthina globosa \| \| \| \| \| \| Janthina janthina \| \| \| \| \| \| Janthina pallida \| \| \| \| |
|          | \| \| Janthina exigua \| \| \| \| \| \| Janthina globosa \| \| \| \| \| \| Janthina janthina \| \| \| \| \| \| Janthina pallida \| \| \| \| |
|          | Recluzia |
|          | |
|          | Janthina exigua |
|          | |
|          | Janthina globosa |
|          | |
|          | Janthina janthina |
|          | |
|          | Janthina pallida |
|          | |

|  | Janthina exigua   |
|  |                   |
|  | Janthina globosa  |
|  |                   |
|  | Janthina janthina |
|  |                   |
|  | Janthina pallida  |
|  |                   |

## Bildgalleri

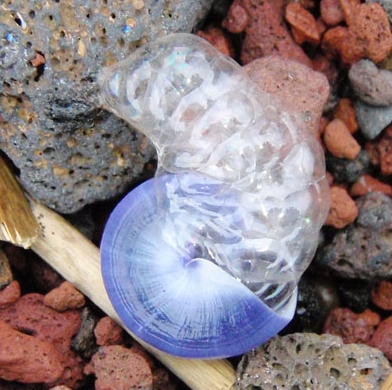